# Municipio Pailón
Das Municipio Pailón ist ein Verwaltungsbezirk im Departamento Santa Cruz im südamerikanischen Anden-Staat Bolivien.

## Lage im Nahraum
Das Municipio Pailón ist eines von drei Municipios der Provinz Chiquitos und umfasst deren westlichen Bereich. Es grenzt im Norden an die Provinz Ñuflo de Chávez, im Westen an die Provinz Andrés Ibáñez, im Süden an die Provinz Cordillera und im Osten an das Municipio San José de Chiquitos.
Das Municipio erstreckt sich zwischen etwa 17° 12' und 18° 19' südlicher Breite und 61° 07' und 62° 49' westlicher Länge, seine Ausdehnung von Westen nach Osten beträgt bis zu 170 km, von Norden nach Süden bis zu 115 km.
Das Municipio umfasst 58 Gemeinden (localidades), der zentrale Ort des Municipios ist die Stadt Pailón mit 9850 Einwohnern (Volkszählung 2012) am Westrand des Municipios.

## Geographie
Das Municipio Pailón liegt im bolivianischen Tiefland zwischen den Schwemmlandebenen des Río Piraí und des Río Grande im Westen und den Chiquitos-Hügelländern im Osten. Das Klima ist semihumid, die Temperaturen schwanken im Tagesverlauf und im Jahresverlauf nur unwesentlich.
Die Jahresdurchschnittstemperatur liegt bei 24 bis 25 °C, mit monatlichen Durchschnittstemperaturen zwischen knapp 27 °C im Dezember und Januar und unter 21 °C im Juni und Juli (siehe Klimadiagramm). Der Jahresniederschlag beträgt rund 950 mm, der Trockenzeit von Juli bis September steht eine ausgeprägte Feuchtezeit von November bis Februar gegenüber, in der die Monatswerte bis 140 mm erreichen.

## Bevölkerung
Die Einwohnerzahl des Municipios ist zwischen 1992 und 2024 auf mehr als das Vierfache angestiegen:
| Jahr | Einwohner | Quelle       |
| ---- | --------- | ------------ |
| 1992 | 12.955    | Volkszählung |
| 2001 | 28.520    | Volkszählung |
| 2012 | 37.866    | Volkszählung |
| 2024 | 54.357    | Volkszählung |

Die Bevölkerungsdichte bei der letzten Volkszählung von 2024 betrug 5,3 Einwohner/km², der Anteil der städtischen Bevölkerung lag bei 26,0 Prozent. Der Alphabetisierungsgrad bei den über 15-Jährigen war zwischen 1992 und 2001 von 87,4 Prozent auf 92,7 Prozent angestiegen. Die Lebenserwartung der Neugeborenen im Jahr 2001 betrug 64,3 Jahre, die Säuglingssterblichkeit war von 6,7 Prozent (1992) auf 6,1 Prozent im Jahr 2001 zurückgegangen.
63,7 Prozent der Bevölkerung sprechen Spanisch, 9,0 Prozent sprechen Quechua, je 0,9 Prozent sprechen Aymara und Guaraní und 34,7 Prozent sprechen eine ausländische Muttersprache, die ganz große Mehrheit davon Plautdietsch mit Hochdeutsch als Schrift- und Kirchensprache. (2001) Der Anteil der Plautdietsch-Sprecher ist seit 2001 stark gewachsen.
64,9 Prozent der Bevölkerung haben keinen Zugang zu Elektrizität, 10,4 Prozent leben ohne sanitäre Einrichtung (2001).
38,7 Prozent der Haushalte besitzen ein Radio, 42,3 Prozent ein Fernsehgerät, 9,3 Prozent einen Computer, 4,3 Prozent einen Internetzugang, und 44,4 Prozent ein Telefon. (2012)

## Politik
Ergebnis der Regionalwahlen (concejales del municipio) vom 4. April 2010:
| Wahl- berechtigte |  | Wahl- beteiligung | gültige Stimmen |  | MAS-IPSP | TODOS  | DMP    | IPC    | FA     | ASIP  | MSM   | SOL   | OICH  |
| ----------------- |  | ----------------- | --------------- |  | -------- | ------ | ------ | ------ | ------ | ----- | ----- | ----- | ----- |
| 8.195             |  | 6.646             | 5.840           |  | 1.255    | 1.128  | 877    | 844    | 638    | 483   | 280   | 200   | 135   |
|                   |  | 81,1 %            | 87,9 %          |  | 21,5 %   | 19,3 % | 15,0 % | 14,5 % | 10,9 % | 8,3 % | 4,8 % | 3,4 % | 2,3 % |

Ergebnis der Regionalwahlen (elecciones de autoridades políticas) vom 7. März 2021:
| Wahl- berechtigte |  | Wahl- beteiligung | gültige Stimmen |  | CREEMOS | MAS-IPSP | UNIDOS | ASIP   | SOL    | MNR    |
| ----------------- |  | ----------------- | --------------- |  | ------- | -------- | ------ | ------ | ------ | ------ |
| 16.868            |  | 13.551            | 12.707          |  | 6.205   | 5.064    | 1.184  | 103    | 98     | 53     |
|                   |  | 80,34 %           | 93,77 %         |  | 48,83 % | 39,85 %  | 9,32 % | 0,81 % | 0,77 % | 0,42 % |

## Gliederung
Das Municipio Pailón gliederte sich bei der letzten Volkszählung von 2012 in die folgenden vier Kantonen (cantones):
- 07-0502-01 Kanton Pailón – 48 Gemeinden – 29.639 Einwohner
- 07-0502-02 Kanton Cañada Larga – 1 Gemeinde – 909 Einwohner
- 07-0502-03 Kanton Cerro Concepción – 7 Gemeinden – 3.947 Einwohner
- 07-0502-05 Kanton Belice – 2 Gemeinden – 3.371 Einwohner

## Ortschaften
- Kanton Pailón
  - Pailón 9850 Einw. – Valle Nuevo 1992 Einw. – Tres Cruces 1773 Einw. – Manitoba 1472 Einw. – Colonia California 1287 Einw. – Colonia Canadiense 2 1202 Einw. – Pozo del Tigre 1079 Einw. – Colonia Oriente 1029 Einw. – Rosal Centro 983 Einw. – La Milagrosa 967 Einw. – Colonia Santa Clara 868 Einw. – Colonia Bergthal 865 Einw. – Puerto Ibañez 765 Einw. – Colonia Fresnillo 570 Einw. – Colonia Hohenau 548 Einw. – Colonia Cupesi 523 Einw. – Tunas Nuevo 414 Einw.

- Kanton Cañada Larga
  - Cañada Larga 909 Einw.

- Kanton Cerro Concepción
  - El Tinto 1313 Einw. – Colonia El Cerro 958 Einw. – Colonia Neuland 577 Einw.

- Kanton Belice
  - Belice 2502 Einw. – Las Piedras 2 869 Einw.